# Mary Nash (actriz)
Mary Nash (15 de agosto de 1885, Troy, Nueva York — 3 de diciembre de 1976, Brentwood, California) cuyo verdadero nombre era Mary Ryan, fue una actriz estadounidense.

## Biografía

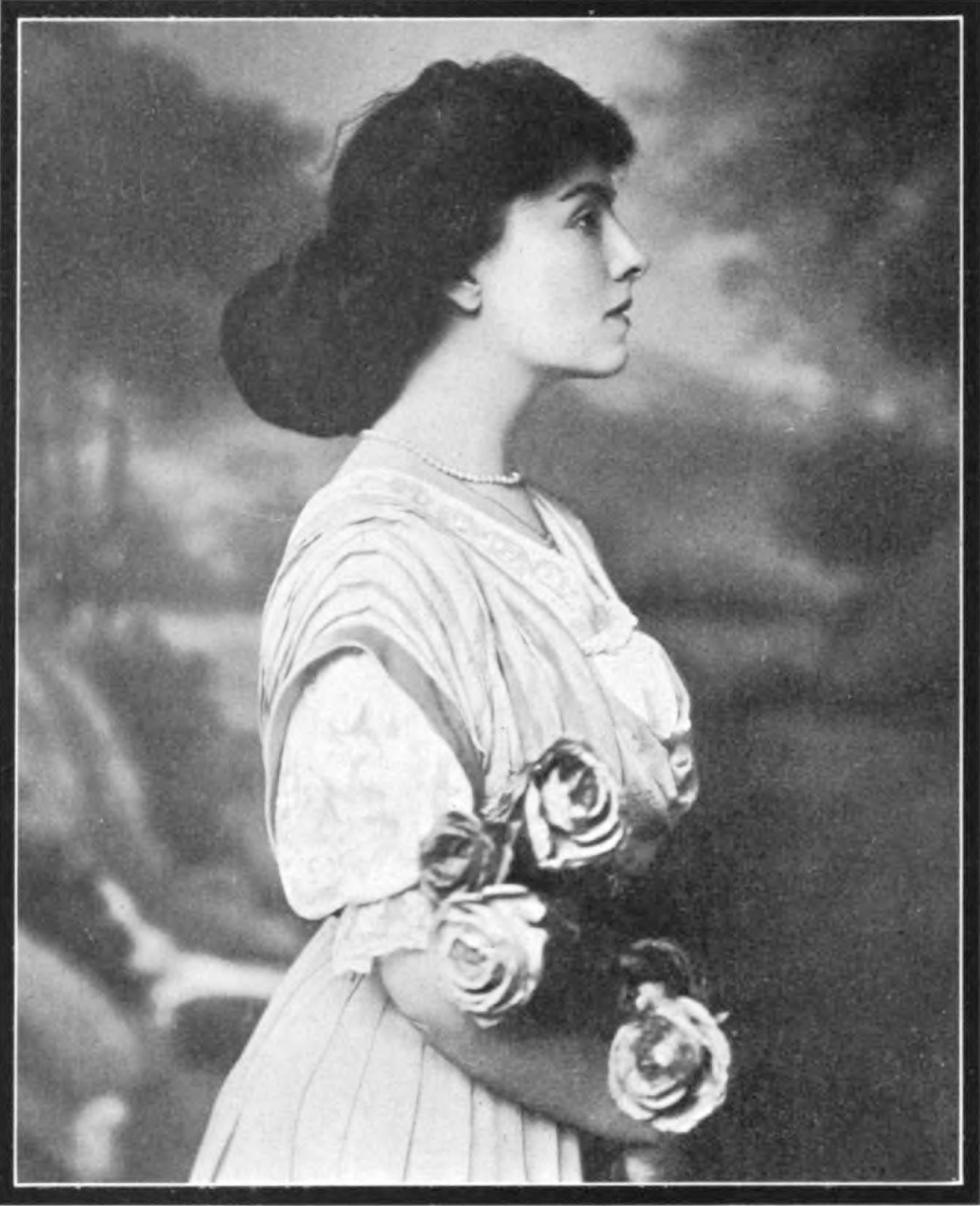
Nash hacia 1909

Sus padres eran James H. y Ellen Ryan. Fue educada en el Convento de Santa Ana en Montreal y estudió interpretación en la American Academy of Dramatic Arts. Su hermana fue la actriz de teatro Florence Nash. En 1918 se casó con el actor, escritor y director teatral francés José Ruben (8 de diciembre de 1888, París (Francia) – 28 de abril de 1969, Nueva York); pero se divorciaron al poco tiempo.
Fue una notable actriz teatral en Nueva York, así como de vodevil antes de trasladarse a Hollywood en 1934, donde trabajó en el cine hasta 1946. Según la All Movie Guide, «Nash a menudo era escogida para interpretar a mujeres tranquilas y bondadosas que eran despiadadas si se las retzbz, como atestigua su trabajo en College Scandal (1936) y Charlie Chan en Panamá (1940). [...] el papel más amable de Mary Nash fue el de la sufrida esposa del vociferante capitalista J. B. Ball en Easy Living (Una chica afortunada, 1937)».
Nash probablemente es más conocida por dos películas en las que actuó junto a Shirley Temple, primero como Fraulein Rottenmeier en Heidi (1937) y después como la egoísta y autoritaria Miss Minchin en The Little Princess (La pequeña princesa) (1939). Fue también muy conocida como la madre de Katharine Hepburn en las versiones teatral y cinematográfica de Historias de Filadelfia (1940). Tuvo un papel secundario en la película de 1943 ganadora de un Premio Óscar Come and Get It (Rivales).

### Filmografía
- The Man Who Came Back, 1916
- Photo by James Abbe, Captain Applejack, 1921
- Portrait by Ben Solowey, Diana, 1929
- Portrait by Ben Solowey, A Strong Man's House, 1929
- Photo, Cobra Woman, 1944
- Photo, 1944